# Alex Cline
Alex Cline (* 4. Januar 1956 in Los Angeles) ist ein US-amerikanischer Perkussionist und Komponist des Modern Creative Jazz.

## Leben und Wirken
Mit seinem Zwillingsbruder, dem Gitarristen Nels Cline spielte Cline schon in früher Jugend zusammen. Er absolvierte die University Senior High School in Los Angeles, wo er auch weiterhin aktiv war. Zunächst gehörte er zur Band von Vinny Golia und zum Julius Hemphill Trio (gemeinsam mit Baikida Carroll), mit seinem Bruder Nels und dem Multi-Instrumentalisten Brian Horner gründete er das elektrisch orientierte Improvisationstrio Spiral, gab aber auch schon Ende der 1970er Solokonzerte.
Gemeinsam mit seinem Bruder, dem Bassisten Eric Von Essen und dem Geiger Jeff Gauthier gründete er 1979 die Gruppe Quartet Music. 1987 legte er auf ECM das Album The Lamp and The Star vor, an dem neben den Musikern von Quartet Music auch die Sängerin Aina Kemanis und der Cellist Hank Roberts beteiligt waren. Mit seinem „Alex Cline Ensemble“ legte er noch weitere Alben wie Sparks Fly Upward und The Constant Flame vor. Er arbeitete auch mit anderen Schlagzeugern wie Ron George, Peter Erskine, Christopher Garcia, Andrea Centazzo, Gregg Bendian oder Dan Morris und machte sich auch als Interpret zeitgenössischer Musik einen Namen; er führte Werke von Komponisten wie Robert Eriksson, Harold Budd oder David Means auf.
Er trat mit Tim Berne, Arthur Blythe, Bobby Bradford, John Carter, Buddy Collette, Mark Dresser, Marty Ehrlich, Henry Grimes, Charlie Haden, Joseph Jarman, Henry Kaiser, Yusef Lateef, Charles Lloyd, Myra Melford, Frank Morgan, Don Preston, Elliott Sharp, Wadada Leo Smith, John Wolf Brennan, Steuart Liebig/Mark O’Leary oder Richard Grossman auf. Weiterhin arbeitete er als Musiker für Ballett-Aufführungen, aber auch mit bildenden Künstlern zusammen.

## Diskographische Hinweise
- Vinny Golia: Sfumato (Clean Feed, 2005)
- Bobby Bradford  / Hafez Modirzadeh / Mark Dresser / Alex Cline: Live at the Open Gate (NoBusiness Records, 2016)
- Alex Cline’s Flower Garland Orchestra: Ocean of Vows (Cryptogramophone, 2017, mit u. a. mit Nels Cline,  GE Stinson, Jeff Gauthier, Brad Dutz, Wayne Peet, Areni Agbabian)
- Bobby Bradford, Frode Gjerstad, William Roper & Alex Cline: Frice (2024)